# Gottlieb Wilhelm Leitner
Pour les articles homonymes, voir Leitner (homonymie).
Gottlieb Wilhelm Leitner, né le 14 octobre 1840 à Pest dans l'empire d'Autriche et mort le 22 mars 1899 à Bonn dans le royaume de Prusse, est un orientaliste britannique.

## Biographie
Issu d'une famille juive, Gottlieb Wilhelm Leitner apprend très jeune l'arabe et le turc et adopte Abdur Rasheed Sayyah comme nom musulman. Universitaire éminent, les autorités coloniales britanniques en firent le premier recteur de l'Université du Pendjab à Lahore (1865).